# Carlos Moreira Lima
 Carlos Moreira Lima conhecido como  Liminha (São Paulo, 24 de janeiro de 1955) é um futebolista de salão brasileiro, hoje aposentado, e que atuava como pivô.

## Carreira
Liminha atuou no clube de futsal do São Paulo Futebol Clube onde disputou a Copa América de Clubes de Futsal, atualmente Copa América de Futsal. Foi convocado em 1982 como pivô reserva da Seleção Brasileira de Futsal onde conquistou se primeiro titulo mundial, também esteve presente em 1985, como um dos titulares, 1988 onde a seleção perdeu e na sua ultima participação nas Olimpíadas de 1992 onde ganhou o terceiro titulo. Mais ganhou mais um título em 1989.
Coleciona quatro títulos em sua carreira.
Saiu do futsal em 1994.
Atualmente é comentarista de futsal da Rede Globo, e no canal por assinatura SporTV. É visto no Esporte Espetacular em transmissões de campeonatos de futsal como a Copa do Mundo de Futsal, a Copa América de Futsal entre outras modalidades do Futsal.

## Títulos
- Campeonato Mundial de Futebol de Salão de 1982 (Brasil)
- Campeonato Mundial de Futebol de Salão de 1985 (Barcelona, Espanha)
- Copa do Mundo de Futsal de 1989 (Holanda)
- Copa do Mundo de Futsal de 1992 (Hong Kong)
- Campeonato Brasileiro de Futebol de Salão de 1984
- Campeonato Brasileiro de Futebol de Salão de 1987
- Campeonato Brasileiro de Futebol de Salão de 1988
- Campeonato Brasileiro de Futebol de Salão de 1989